# ピエール・フェリング

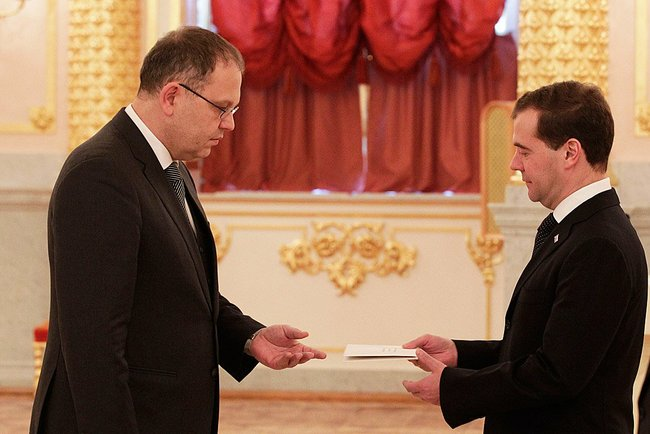
ロシアのメドヴェージェフ大統領（右）に信任状を捧呈するフェリング（2011年）

ピエール・フェリング（フランス語: Pierre Ferring、簡体字中国語: 费瑞朋）は、ルクセンブルクの外交官、大使。2019年より駐日大使を務めている。

## 経歴
2006年から2011年にかけて、初代在上海総領事を務めていた。
2011年12月7日、クレムリンでドミートリー・メドヴェージェフ大統領に信任状を捧呈し、駐露大使として正式に就任した。
2019年5月16日、皇居で今上天皇に信任状を捧呈し、駐日大使として正式に就任した。フェリングは、令和時代に初めて信任状を捧呈した駐日大使となった。
2019年10月22日、皇居正殿松の間で今上天皇の即位礼正殿の儀が執り行われ、アンリ大公と共に参列した。